# Längdskidåkning vid olympiska vinterspelen 1936

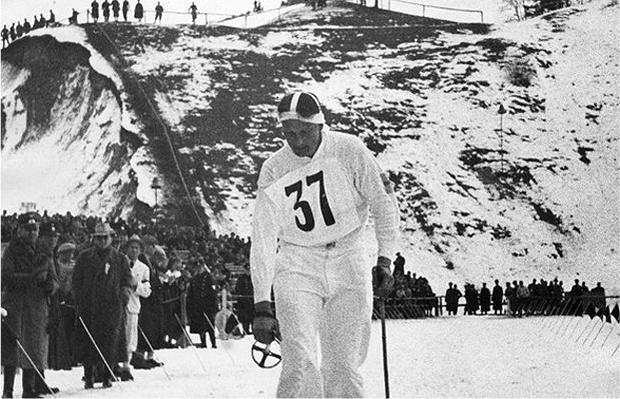
Elis Wiklund från Sverige tar guld på 50 kilometer.

Vid olympiska vinterspelen 1936, hölls tre längdskidåkningstävlingar. Tävlingarna hölls mellan 10 och 15 februari 1936.

## Herrar

### 18 kilometer
| Medalj | Tävlande            | Tid     | Marginal |
| Guld   | Erik August Larsson | 1.14.38 | 0,0      |
| Silver | Oddbjørn Hagen      | 1.15.33 | +0.55    |
| Brons  | Pekka Niemi         | 1.16.59 | +2.26    |
| 4      | Martin Matsbo       | 1.17.02 | +2.29    |
| 5      | Olaf Hoffsbakken    | 1.17.37 | +2.59    |
| 6      | Arne Rustadstuen    | 1.18.13 | +3.35    |
| 7      | Sulo Nurmela        | 1.18.55 | +4.17    |
| 8      | Arthur Häggblad     | 1.18.55 | +4.17    |

### 50 kilometer
| Medalj | Tävlande          | Tid     | Marginal |
| Guld   | Elis Wiklund      | 3.30.11 | 0,0      |
| Silver | Axel Wikström     | 3.33.20 | +3.09    |
| Brons  | Nils-Joel Englund | 3.34.10 | +3.59    |
| 4      | Hjalmar Bergström | 3.35.50 | +5.39    |
| 5      | Klaes Karppinen   | 3.39.33 | +9.22    |
| 6      | Arne Tuft         | 3.41.18 | +11.07   |
| 7      | Frans Heikkinen   | 3.42.44 | +12.33   |
| 8      | Pekka Niemi       | 3.44.14 | +14.03   |

### 4x10 kilometer stafett
| Medalj | Lag                                                                        | Tid     |
| Guld   | (Sulo Nurmela, Klaes Karppinen, Matti Lähde, Kalle Jalkanen)               | 2.41.33 |
| Silver | (Oddbjørn Hagen, Olaf Hoffsbakken, Sverre Brodahl, Bjarne Iversen)         | 2.41.39 |
| Brons  | (John Berger, Erik August Larsson, Arthur Häggblad, Martin Matsbo)         | 2.43.03 |
| 4      | (Giulio Gerardi, Severino Menardi, Vincenzo Demetz, Giovanni Kasebacher)   | 2.50.05 |
| 5      | (Cyril Musil, Gustl Berauer, Lukáš Mihalák, František Šimůnek)             | 2.51.56 |
| 6      | (Friedl Däuber, Willy Bogner, Herbert Leupold, Toni Zeller)                | 2.54.54 |
| 7      | (Michał Górski, Marian Woyna-Orlewicz, Stanisław Karpiel, Bronisław Czech) | 2.58.50 |
| 8      | (Alfred Rössner, Harald Bosio, Harald Bosio, Hans Baumann)                 | 3.02.48 |

## Deltagare
Tio åkare deltog i alla tre tävlingar.
Totalt deltog 108 åkare från 22 länder.
| - Bulgarien (4) - Estland (1) - Finland (7) - Frankrike (4) - Grekland (1) - Italien (7) - Japan (5) - Jugoslavien (6) - Kanada (4) - Lettland (5) - Norge (7) |  | - Polen (4) - Rumänien (4) - Schweiz (4) - Spanien (4) - Sverige (9) - Storbritannien (1) - Tjeckoslovakien (6) - Turkiet (4) - Tyskland (10) - USA (6) - Österrike (5) |

## Medaljligan
| Pl. | Nation  | Guld | Silver | Brons | Totalt |
| --- | ------- | ---- | ------ | ----- | ------ |
| 1   | Sverige | 2    | 1      | 2     | 5      |
| 2   | Finland | 1    | 0      | 1     | 2      |
| 3   | Norge   | 0    | 2      | 0     | 2      |